# جيريت فان دير فيين
جيريت فان دير فيين (بالهولندية: Gerrit van der Veen)‏ هو نحات هولندي، ولد في 26 نوفمبر 1902 في أمستردام في هولندا، وتوفي في 10 يونيو 1944 في Overveen ‏ في هولندا بسبب إعدام رميا بالرصاص.

## معرض صور

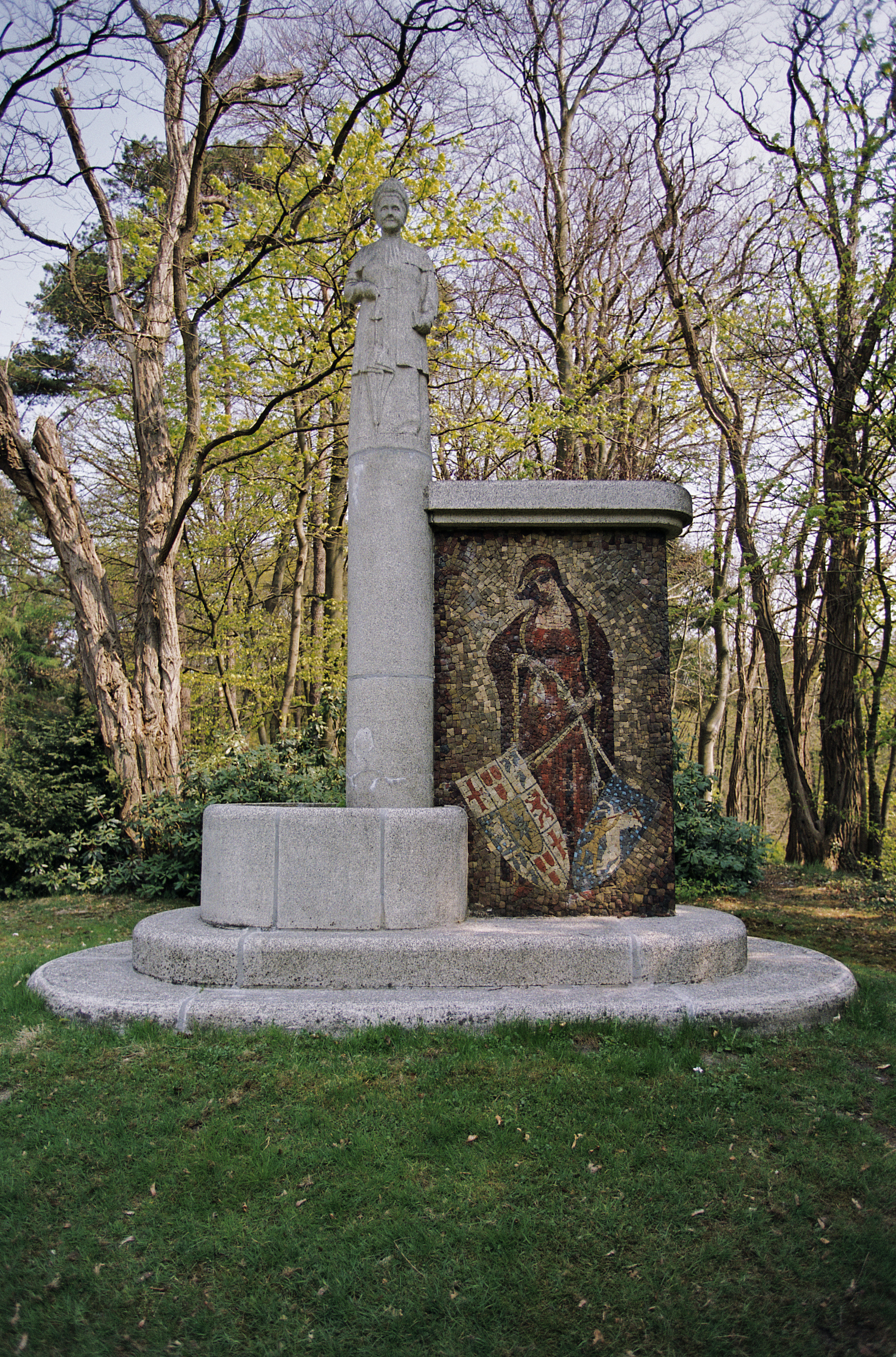
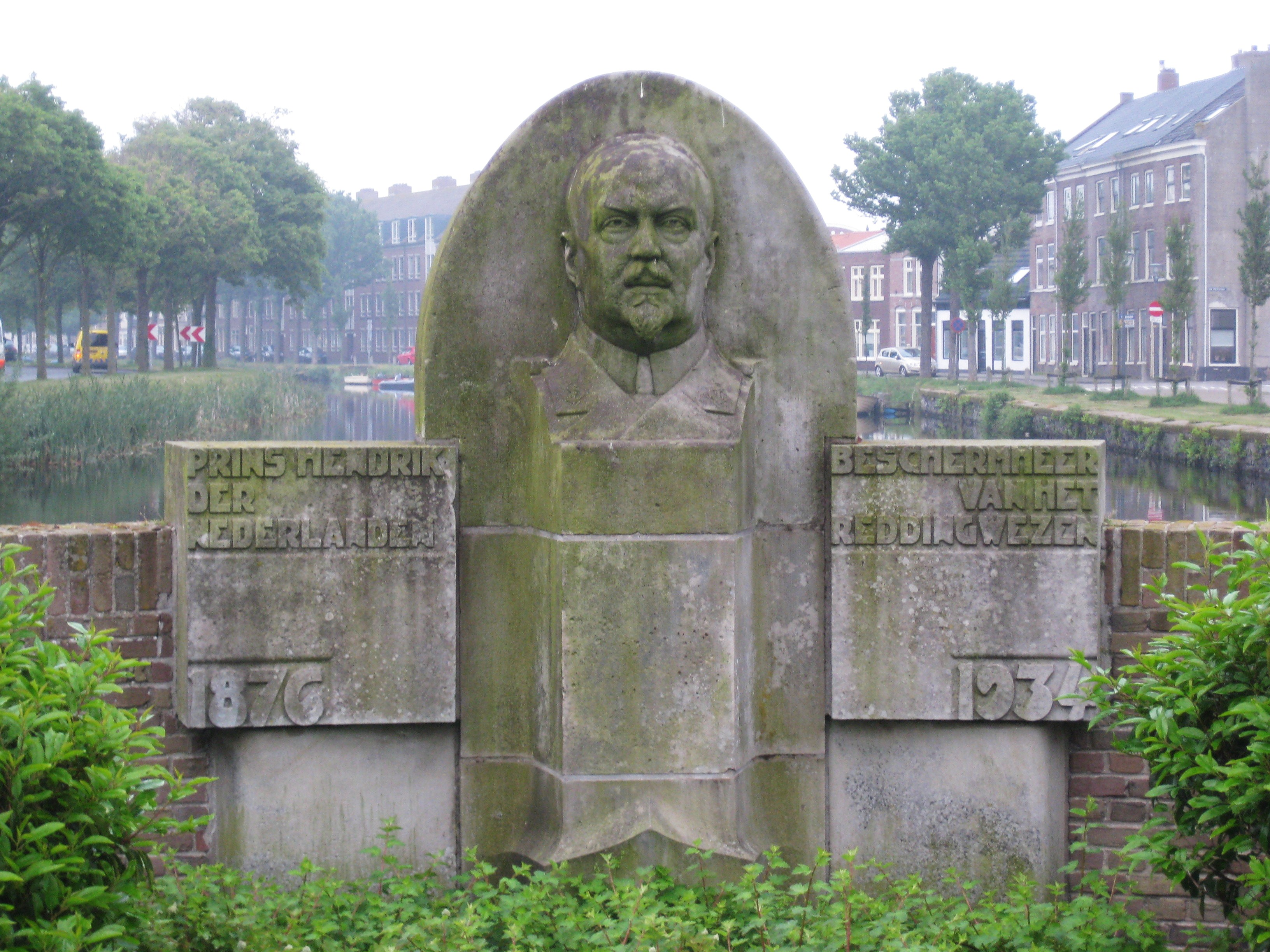
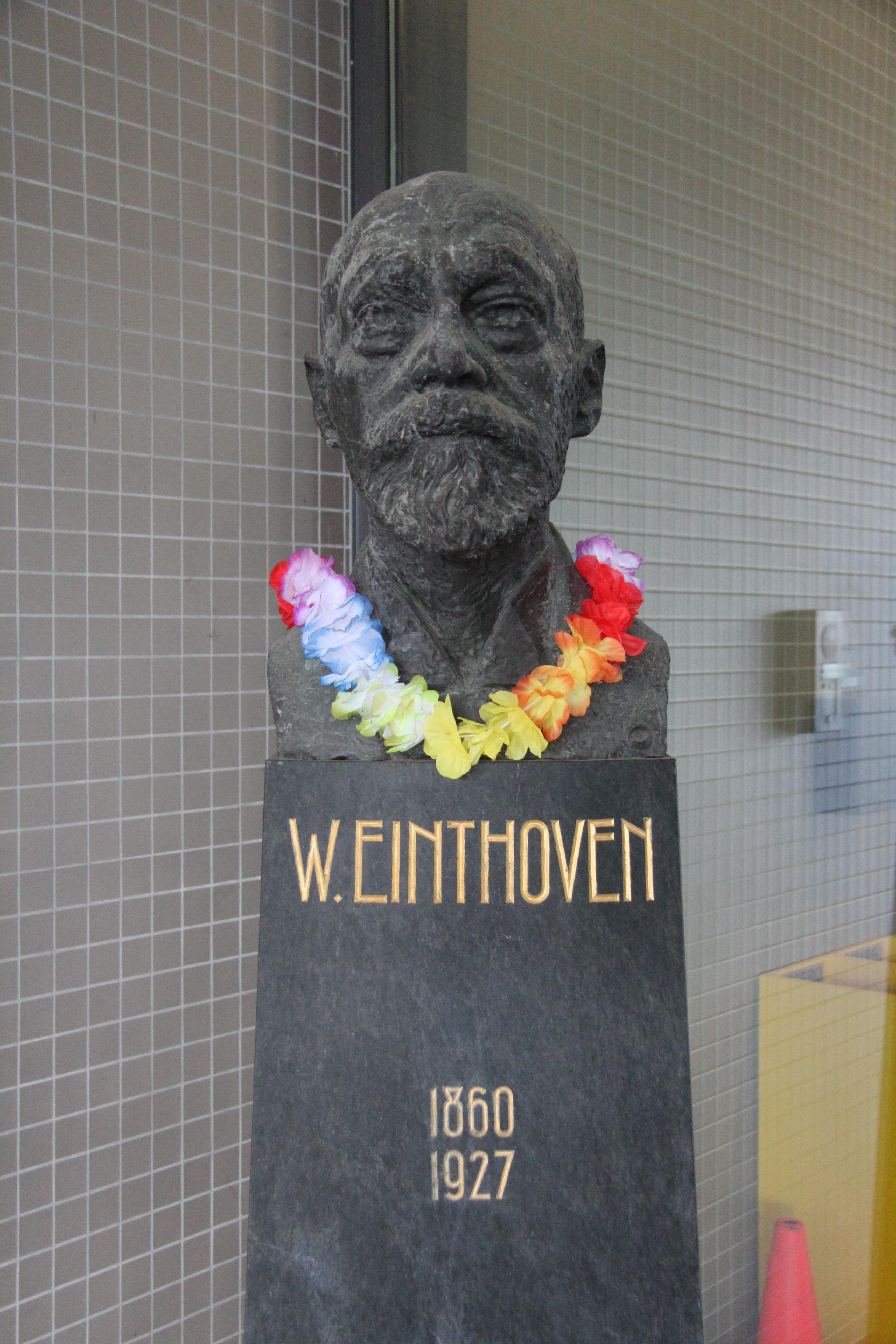
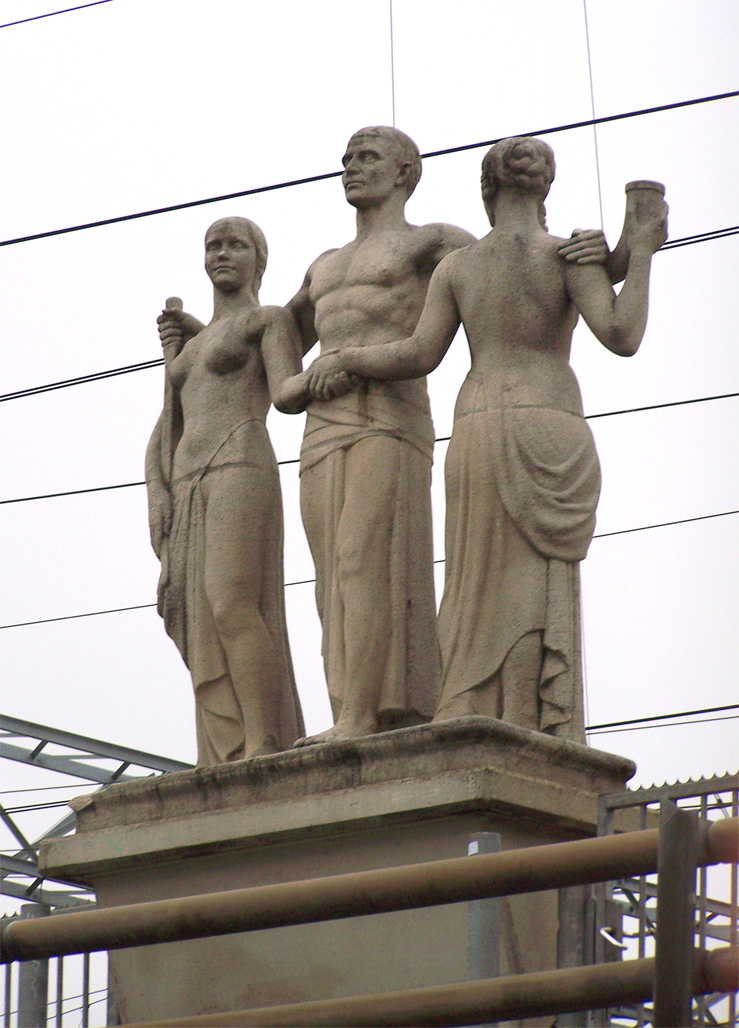